# Paleobiologi
Paleobiologi är vetenskapen om fossila organismers biologi. Paleobiologin är en gren av paleontologin och kombinerar forskning inom geovetenskap med de biologiska vetenskaperna. Paleobiologins ändamål är att genom bl.a. jämförande studier av fossil och nu levande organismer rekonstruera och förstå evolutionära förändringar, samt att dokumentera fossila organismer och livsmiljöer.